# Wojna bawarska (1459–1463)
Wojna bawarska (1459 – 1463) – wojna pomiędzy Albrechtem Achillesem – elektorem Brandenburgii z dynastii Hohenzollernów a Ludwikiem IX Bogatym – władcą Bawarii z dynastii Wittelsbachów.

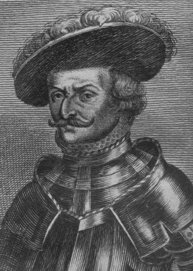
Albrecht Achilles

## Przyczyny
U przyczyn wojny legły dążenia dwóch władców do opanowania terytoriów nad Dunajem i wokół Norymbergi, należących do Wittelsbachów: Ingolstadt i Neuburg an der Donau oraz Hohenzollernów: Bayreuth i Ansbach. Albrecht Achilles zamierzał rozszerzyć właściwość terytorialną swojego sądu książęcego. Przyświecała mu również idea odtworzenia księstwa frankońskiego, znanego z wczesnego średniowiecza.
Albrecht Achilles uzyskał poparcie cesarza Fryderyka III. Ludwik Bogaty został uznany za „burzyciela pokoju” (miru królewskiego). Niechęć cesarza wzbudzała również ekspansywność Ludwika, który zamierzał podporządkować sobie okoliczne miasta.

## Przebieg
W konflikt między Albrechtem Achillesem a Ludwikiem zostało wciągnięte biskupstwo Eichstätt. Obszar tego księstwa biskupiego leżał bowiem pomiędzy Ansbach a Ingolstadt. Zaś biskupi Rudolf II von Scherenberg z Würzburga oraz Filip von Henneberg z Bambergu trzymali stronę Ludwika Bogatego. Po nieudanej próbie rozejmu ze strony biskupa Johanna von Eych z Eichstätt, Ludwik najechał i złupił tereny biskupstwa. Następnie w 1460 zawarto ugodę w Roth.
W lipcu 1461 wojna wybuchła na nowo. Po stronie Albrechta jako przedstawiciela cesarza – stanęli jego brat Fryderyk Żelazny, margrabia Karol badeński (Karl von Baden), Ulryk V Wirtemberski, Wilhelm III książę Saksonii z dynastii Wettynów, a także Ludwik II landgraf Hesji. Ludwika Bogatego poparli Fryderyk Wittelsbach oraz Otto Wittelsbach. W spór wmieszał się również Jerzy z Podiebradów.
Wojna nałożyła się na szerszy konflikt między cesarzem Fryderykiem III a Albrechtem VI Habsburgiem. Wojska przeciwników starły się dlatego pod Seckenheim, a potem (19 lipca 1462) pod Giengen (Giengen an der Brenz). Pierwsza bitwa zakończyła się wygraną cesarza a druga zwycięstwem Ludwika Bogatego. Wreszcie 23 sierpnia 1462 zawarto w Norymberdze rozejm, a następnie pokój w Pradze w 1463 r.

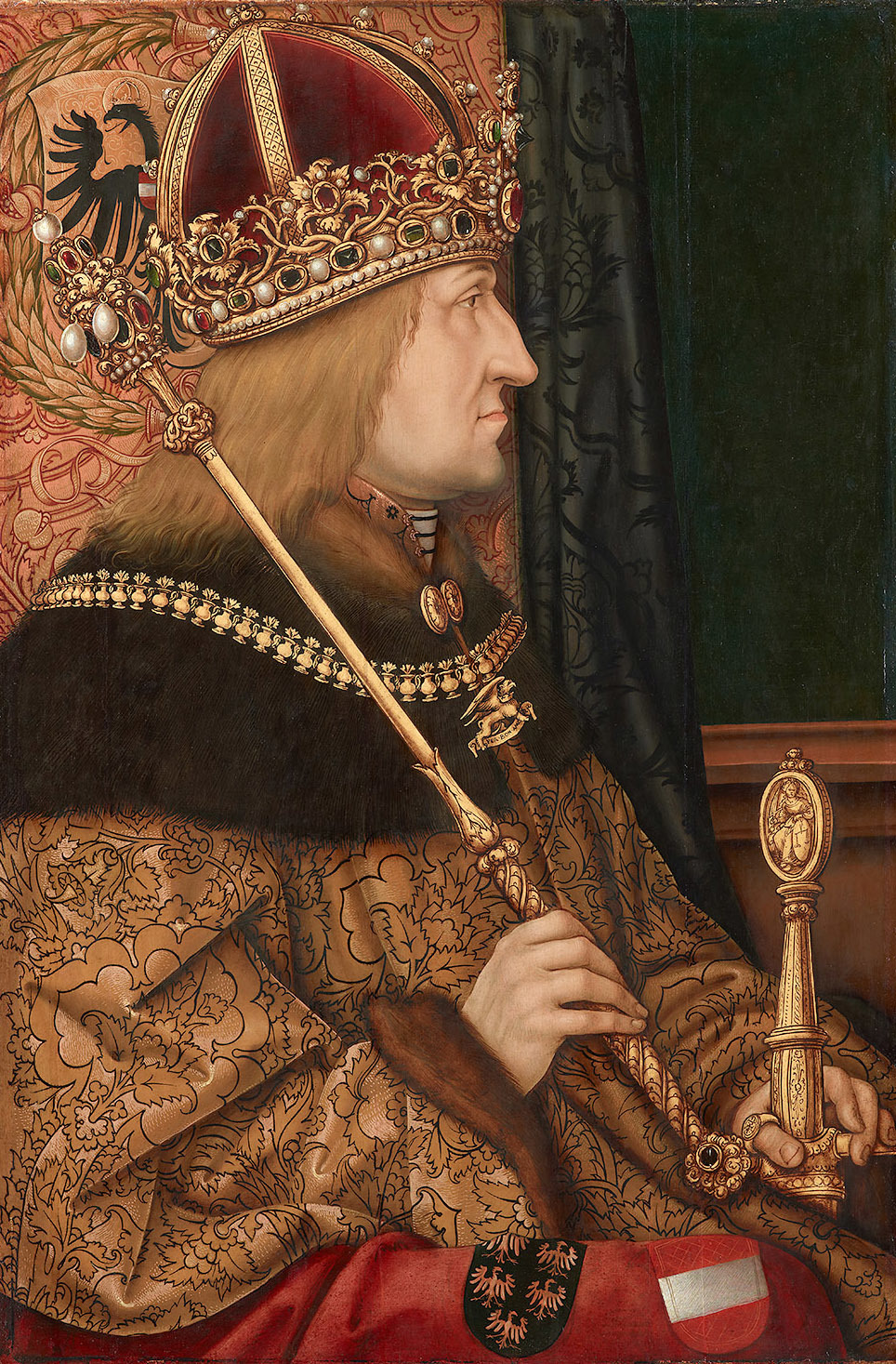
Cesarz Fryderyk III

## Skutki
Wojna pogłębiła rozbicie południowej części Niemiec i utrwaliła kruchą równowagę między książętami. Osłabiła pozycję wolnych miast, które były łupione przez wojska obydwu stron. Przyniosła również zniszczenia terenów naddunajskich przez czeskich husytów pod wodzą Jerzego z Podiebradów. Cesarzowi i Albrechtowi Achillesowi nie udało się pokonać Ludwika Bogatego, ponieważ ten ostatni dzięki posiadanym dochodom mógł formować liczną i sprawną armię.